# Fomboni
Fomboni es la capital y centro económico de la isla autónoma de Mohéli, Unión de Comoras. Es la tercera ciudad más grande del país.
Se considera una ciudad tranquila. Tiene un mercado y un espigón.

## Demografía
- 1980: 5 400 habitantes[3]
- 1991: 8 615 habitantes
- 2003: 13 300 habitantes[4]
- 2005: 14 966 habitantes
- 2008: 16 041 habitantes
- 2010: 17 130 habitantes[5]